# Presidente do Haiti
O Presidente do Haiti (em francês:  Président d'Haïti) é o chefe de Estado da República do Haiti, bem como o comandante-em-chefe das Forças Armadas do Haiti. O cargo foi interinamente ocupado por Claude Joseph de 7 de julho de 2021 até 19 de julho de 2021 após a sua renuncia desde o assassinato do presidente Jovenel Moïse, que foi eleito em 20 de novembro de 2016 e assassinado em 7 de julho de 2021.
O atual primeiro-ministro do Haiti, Ariel Henry, assumiu interinamente as funções de presidente em 20 de julho de 2021. Em 11 de março de 2024, Ariel Henry disse que renunciaria quando um conselho presidencial de transição fosse criado.

## Eleição e mandato
Os presidentes são eleitos por voto popular para um mandato de cinco anos, e podem servir não mais do que dois mandatos. Oficialmente, cada mandato inicia e termina no primeiro 7 de fevereiro após as eleições presidenciais serem finalizadas. Como o presidente Préval já havia ocupado o cargo entre 1996 e 2001, e possuía limite de dois mandatos, um novo presidente era esperado para assumir o ofício em 7 de fevereiro de 2011. Porém, isso ocorreu em 14 de maio desse ano.

## Residência
O Palácio Nacional na capital Porto Príncipe serve como residência oficial do Presidente do Haiti. Ele foi severamente danificado durante o terremoto de 2010.